# Nessartu
Nessartu est une ville du sud de l'Érythrée située dans la région du Debub-Keih-Bahri, dans le district du Denkalya méridional. La ville se trouve à 14,6 km au sud de Beylul.